# Поплар Гроув (Илиноис)
Поплар Гроув (енгл. Poplar Grove) град је у америчкој савезној држави Илиноис.

## Демографија
По попису из 2010. године број становника је 5.023, што је 3.655 (267,2%) становника више него 2000. године.
| Група             | 2000.         | 2010.         |
| Белци             | 1.336 (97,7%) | 4.047 (80,6%) |
| Афроамериканци    | 0 (0,0%)      | 96 (1,9%)     |
| Азијати           | 1 (0,1%)      | 49 (1,0%)     |
| Хиспаноамериканци | 25 (1,8%)     | 761 (15,2%)   |
| Укупно            | 1.368         | 5.023         |